# San Marcos (Califòrnia)
San Marcos és una ciutat dels Estats Units a l'estat de Califòrnia. Segons el cens del 2010 tenia 84.391 habitants.

## Demografia
Segons el cens del 2000, San Marcos tenia 54.977 habitants, 18.111 habitatges, i 13.221 famílies. La densitat de població era de 893,4 habitants/km².
Dels 18.111 habitatges en un 39,1% hi vivien nens de menys de 18 anys, en un 58,6% hi vivien parelles casades, en un 9,6% dones solteres, i en un 27% no eren unitats familiars. En el 20,3% dels habitatges hi vivien persones soles el 10,6% de les quals corresponia a persones de 65 anys o més que vivien soles. El nombre mitjà de persones vivint en cada habitatge era de 3,03 i el nombre mitjà de persones que vivien en cada família era de 3,46.
Per edats la població es repartia de la següent manera: un 29,1% tenia menys de 18 anys, un 9,4% entre 18 i 24, un 32,3% entre 25 i 44, un 17,3% de 45 a 60 i un 11,9% 65 anys o més.
L'edat mediana era de 32 anys. Per cada 100 dones de 18 o més anys hi havia 95,3 homes.
La renda mediana per habitatge era de 45.908 $ i la renda mediana per família de 51.292 $. Els homes tenien una renda mediana de 36.297 $ mentre que les dones 27.015 $. La renda per capita de la població era de 18.657 $. Entorn del 7,8% de les famílies i el 12% de la població estaven per davall del llindar de pobresa.

## Poblacions més properes
El següent diagrama mostra les poblacions més properes.